# Cratere Phyllis
Phyllis  è un cratere sulla superficie di Venere.